# شعب اللوم
شعب اللوم، أو شعب البوشا، الشعب البوشي (بالأرمنية: Բոշա نقحرة Bosha،Posha، بالجورجية: ბოშა نقحرة Bosha، بالروسية: Боша نقحرة Bosha، بالأذرية:Poşa نقحرة posha ) يطلق عليهم أيضاً اسم "الغجر الأرمن"،  أو "الغجر القوقازيين"، شعب اللوم هو مجموعة إثنية منتشرة في أراضي أرمينيا التاريخية. يتكلم شعب اللوم لغةً هي عبارة عن خليط من الأرمنية و الهندية الآرية.

## التاريخ
يعدّ شعب اللوم كما شعب الدومر فرعاً مستقلاً من الشعب البروتو رومني ( الشعب الذي نشأ منه الرومن أو غجر أوروبا)، حيث بقي أفراده في أرمينيا في القرن الحادي عشر، في حين انتقل الرومن إلى أوروبا والدومر إلى الشرق الأوسط.
ثمة اعتقاد بوجود أصلٍ مشتركٍ لمسميات اللوم، والدوم (دومر)، و الروم (الرومن); ثمة اعتقادٌ أيضاً بوجود ارتباط مابين شعب اللوم من جهة و شعب اللامباني أو ما يُسمى بالغجر الهنود من جهة أخرى، ويُستدل على ذلك من خلال الشبه الواضح بين لغتي كلا الشعبين.

## الأعداد
يصعب تحديد الأعداد الحقيقة للوم، وذلك نظراً لتفرّقهم في شعوبٍ أخرى وذوبانهم فيها. تقدر أعدادهم ببضعة آلافٍ يتوزعون ما بين أرمينيا وجورجيا، في حين سجل إحصاءٌ رسمي أرمني وجود ما لا يزيد عن الخمسين لوميّ في البلاد.

## التوزع
يتركز اللوميون في العاصمة الأرمنية يريفان و في مدينة غيومري الأرمنية، حيث تبنّى معظمهم اللغة الأرمنية و استُوعبوا في الأكثرية السكانية الأرمنية. أما في جورجيا فيعيشون في مدن تبليسي، و كوتايسي، وأخالكالاكي ، وآخالتسيخه. يشتهر اللوم بصناعة السلال والحدادة، وهي حِرف عُرف بها المستقرّون من الغجر. يعيش اللوم في تركيا في مدينة أرتوين القريبة من جورجيا، حيث تبنوا التركية و استُوعبوا في الشعب التركي.